# Aleph-2
Aleph 2 – organiczny związek chemiczny, enteogen, pochodna fenyloetyloaminy. Zsyntetyzowany po raz pierwszy przez Alexandra Shulgina, opisany w PiHKAL z dawkowaniem 4–8 mg oraz czasem trwania efektów 8–16 godzin.